# Yaldad
Yaldad es una localidad y caleta pesquera de la comuna de Quellón, de la Provincia de Chiloé, ubicado de la Región de Los Lagos, se sitúa al sureste de la Isla Grande de Chiloé a unos 9,3 km de Quellón (La ciudad más cercana) y a unos 94 km de Castro (Capital provincial), es orillado por el Golfo de Corcovado y es cercano a las localidades de Trincao y Quellón Viejo, según el Instituto Nacional de Estadísticas de 2019 es considerado como un caserío.